# کارستن براش
 کارستن براش (انگلیسی: Karsten Braasch؛ زادهٔ ۱۴ ژوئیهٔ ۱۹۶۷) یک تنیس‌باز اهل آلمان است. 